# United States Climate Alliance
United States Climate Alliance, USCA, är en amerikansk delstatlig och territoriell klimatkoalition bestående av 24 delstater och två territorier som har tagit på sig att följa de uppsatta klimatmålen som 195 länder kom överens om via Parisavtalet 2015. Koalitionen bildades den 1 juni 2017 av guvernörerna Jerry Brown (D; Kalifornien), Andrew Cuomo (D; New York) och Jay Inslee (D; Washington) efter att USA:s 45:e president Donald Trump (R) meddelade att kabinetten hade beslutat om att hoppa av Parisavtalet eftersom det skulle missgynna USA och få allt för stora negativa effekter på den nationella ekonomin.
I juli 2019 representerade USCA omkring 55% av USA:s befolkning och stod för omkring 40% av USA:s utsläpp av växthusgaser. De hade också en gemensam bruttonationalprodukt (BNP) på minst 11,7 biljoner amerikanska dollar. Deras mål är att reducera koldioxidutsläppen med 26–28% från 2005 års utsläppsnivåer till 2025 och nå de uppsatta klimatmålen i det federala klimatprogrammet Clean Power Plan.
De har sitt huvudkontor i Washington, D.C. och som finansieras av stiftelserna Doris Duke Charitable Foundation, The Energy Foundation och The William + Flora Hewlett Foundation.

## Delstater och territorier

### Medlemmar
24 delstater och två territorier är medlemmar i USCA.
Uppdaterad: 15 januari 2021.
|                      | Delstat/ Territorium | Guvernör               | Guvernör | Guvernör | Anslöt            | CO2-utsläpp 2014 (miljoner metriskt ton) | CO2-utsläpp per capita 2014 (metriskt ton per person) | % av det totala amerikanska utsläppen 2014 |
| -------------------- | -------------------- | ---------------------- | -------- | -------- | ----------------- | ---------------------------------------- | ----------------------------------------------------- | ------------------------------------------ |
| Kalifornien          | Kalifornien          | Gavin Newsom           |          | (D)      | 1 juni 2017       | 358                                      | 9,2                                                   | 6,62%                                      |
| New York (delstat)   | New York             | Kathy Hochul           |          | (D)      | 1 juni 2017       | 170                                      | 8,6                                                   | 3,14%                                      |
| Washington (delstat) | Washington           | Jay Inslee             |          | (D)      | 1 juni 2017       | 73                                       | 10,4                                                  | 1,35%                                      |
| Connecticut          | Connecticut          | Ned Lamont             |          | (D)      | 2 juni 2017       | 35                                       | 9,8                                                   | 0,65%                                      |
| Hawaii               | Hawaii               | David Ige              |          | (D)      | 2 juni 2017       | 18                                       | 13,0                                                  | 0,33%                                      |
| Massachusetts        | Massachusetts        | Charlie Baker          |          | (R)      | 2 juni 2017       | 64                                       | 9,5                                                   | 1,18%                                      |
| Oregon               | Oregon               | Kate Brown             |          | (D)      | 2 juni 2017       | 38                                       | 9,6                                                   | 0,70%                                      |
| Puerto Rico          | Puerto Rico          | Pedro Pierluisi        |          | (PNP)    | 2 juni 2017       | 28                                       | 7,92                                                  |                                            |
| Vermont              | Vermont              | Phil Scott             |          | (R)      | 2 juni 2017       | 6                                        | 9,4                                                   | 0,11%                                      |
| Delaware             | Delaware             | John Carney, Jr.       |          | (D)      | 5 juni 2017       | 13                                       | 14,2                                                  | 0,24%                                      |
| Minnesota            | Minnesota            | Tim Walz               |          | (DFL)    | 5 juni 2017       | 95                                       | 17,4                                                  | 1,76%                                      |
| Virginia             | Virginia             | Glenn Youngkin         |          | (R)      | 5 juni 2017       | 104                                      | 12,5                                                  | 1,92%                                      |
| Rhode Island         | Rhode Island         | Dan McKee              |          | (D)      | 12 juni 2017      | 11                                       | 10,1                                                  | 0,20%                                      |
| Colorado             | Colorado             | Jared Polis            |          | (D)      | 11 juli 2017      | 92                                       | 17,1                                                  | 1,70%                                      |
| North Carolina       | North Carolina       | Roy Cooper             |          | (D)      | 20 september 2017 | 127                                      | 12,8                                                  | 2,35%                                      |
| Amerikanska Samoa    | Amerikanska Samoa    | Lolo Matalasi Moliga   |          | (D)      | 11 oktober 2017   | 0,02                                     |                                                       |                                            |
| Maryland             | Maryland             | Larry Hogan            |          | (R)      | 10 januari 2018   | 62                                       | 10,3                                                  | 1,15%                                      |
| New Jersey           | New Jersey           | Phil Murphy            |          | (D)      | 21 februari 2018  | 114                                      | 12,7                                                  | 2,11%                                      |
| Illinois             | Illinois             | J.B. Pritzker          |          | (D)      | 23 januari 2019   | 234                                      | 18,2                                                  | 4,33%                                      |
| New Mexico           | New Mexico           | Michelle Lujan Grisham |          | (D)      | 29 januari 2019   | 50                                       | 24,0                                                  | 0,92%                                      |
| Michigan             | Michigan             | Gretchen Whitmer       |          | (D)      | 4 februari 2019   | 163                                      | 16,4                                                  | 3,01%                                      |
| Wisconsin            | Wisconsin            | Tony Evers             |          | (D)      | 12 februari 2019  | 101                                      | 17,6                                                  | 1,87%                                      |
| Maine                | Maine                | Janet Mills            |          | (D)      | 28 februari 2019  | 17                                       | 12,5                                                  | 0,31%                                      |
| Nevada               | Nevada               | Steve Sisolak          |          | (D)      | 12 mars 2019      | 37                                       | 13,1                                                  | 0,68%                                      |
| Pennsylvania         | Pennsylvania         | Tom Wolf               |          | (D)      | 29 april 2019     | 245                                      | 19,2                                                  | 4,53%                                      |
| Louisiana            | Louisiana            | John Bel Edwards       |          | (D)      | 7 maj 2021        | 218                                      | 47,0                                                  | 4,03%                                      |
| Totalt               | Totalt               | Totalt                 | Totalt   | Totalt   | Totalt            | 2 473                                    | 14,50                                                 | 45,19%                                     |

### Delstat som har lämnat
En delstat som har lämnat klimatkoalitionen.
Uppdaterad: 15 januari 2021.
|         | Delstat | Anslöt      | Guvernör      | Guvernör | Guvernör | Lämnat      | Guvernör       | Guvernör | Guvernör | CO2-utsläpp 2014 (miljoner metriskt ton) | CO2-utsläpp per capita 2014 (metriskt ton per person) | % av det totala amerikanska utsläppen 2014 |
| ------- | ------- | ----------- | ------------- | -------- | -------- | ----------- | -------------- | -------- | -------- | ---------------------------------------- | ----------------------------------------------------- | ------------------------------------------ |
| Montana | Montana | 1 juli 2019 | Steve Bullock |          | (D)      | 8 juli 2021 | Greg Gianforte |          | (R)      | 32                                       | 31,6                                                  | 0,59%                                      |
| Totalt  | Totalt  | Totalt      | Totalt        | Totalt   | Totalt   | Totalt      | Totalt         | Totalt   | Totalt   | 32                                       | 31,6                                                  | 0,59%                                      |

### De som stödjer Parisavtalet men har ej beslutat om medlemskap
Washington, D.C. har meddelat att man kommer följa klimatmålen i Parisavtalet men har för tillfället inte beslutat om att ansluta sig till USCA.
Uppdaterad: 25 september 2019.
|                  | Delstat          | Guvernör      | Guvernör | Guvernör | CO2-utsläpp 2014 (miljoner metriskt ton) | CO2-utsläpp per capita 2014 (metriskt ton per person) | % av det totala amerikanska utsläppen 2014 |
| ---------------- | ---------------- | ------------- | -------- | -------- | ---------------------------------------- | ----------------------------------------------------- | ------------------------------------------ |
| Washington, D.C. | Washington, D.C. | Muriel Bowser |          | (D)      | 3                                        | 4,5                                                   | 0,06%                                      |
| Totalt           | Totalt           | Totalt        | Totalt   | Totalt   | 3                                        | 4,5                                                   | 0,06%                                      |

### De som varken stödjer Parisavtalet eller USCA
Två delstater har sagt nej till att följa Parisavtalet och att ansluta sig till USCA.
Uppdaterad: 5 februari 2019.
|               | Delstat       | Guvernör     | Guvernör | Guvernör | CO2-utsläpp 2014 (miljoner metriskt ton) | CO2-utsläpp per capita 2014 (metriskt ton per person) | % av det totala amerikanska utsläppen 2014 |
| ------------- | ------------- | ------------ | -------- | -------- | ---------------------------------------- | ----------------------------------------------------- | ------------------------------------------ |
| New Hampshire | New Hampshire | Chris Sununu |          | (R)      | 15                                       | 11,3                                                  | 0,28%                                      |
| North Dakota  | North Dakota  | Doug Burgum  |          | (R)      | 59                                       | 79,1                                                  | 1,09%                                      |
| Totalt        | Totalt        | Totalt       | Totalt   | Totalt   | 74                                       | 45,2                                                  | 1,37%                                      |

### Delstater och territorier som har inte gett något besked
23 delstater och tre territorier har inte meddelat om att de ska följa Parisavtalet eller ej och om att ansluta sig till USCA.
Uppdaterad: 17 februari 2022.
|                          | Delstat/Territorium      | Guvernör          | Guvernör | Guvernör | CO2-utsläpp 2014 (miljoner metriskt ton) | CO2-utsläpp per capita 2014 (metriskt ton per person) | % av det totala amerikanska utsläppen 2014 |
| ------------------------ | ------------------------ | ----------------- | -------- | -------- | ---------------------------------------- | ----------------------------------------------------- | ------------------------------------------ |
| Alabama                  | Alabama                  | Kay Ivey          |          | (R)      | 123                                      | 25,4                                                  | 2,27%                                      |
| Alaska                   | Alaska                   | Mike Dunleavy     |          | (R)      | 35                                       | 47,6                                                  | 0,65%                                      |
| Amerikanska Jungfruöarna | Amerikanska Jungfruöarna | Albert Bryan      |          | (D)      | 0,01                                     |                                                       |                                            |
| Arizona                  | Arizona                  | Doug Ducey        |          | (R)      | 93                                       | 13,8                                                  | 1,72%                                      |
| Arkansas                 | Arkansas                 | Asa Hutchinson    |          | (R)      | 69                                       | 23,3                                                  | 1,28%                                      |
| Florida                  | Florida                  | Ron DeSantis      |          | (R)      | 228                                      | 11,5                                                  | 4,22%                                      |
| Georgia                  | Georgia                  | Brian Kemp        |          | (R)      | 140                                      | 13,9                                                  | 2,59%                                      |
| Guam                     | Guam                     | Lou Leon Guerrero |          | (D)      | 0,01                                     |                                                       |                                            |
| Idaho                    | Idaho                    | Brad Little       |          | (R)      | 17                                       | 10,2                                                  | 0,31%                                      |
| Indiana                  | Indiana                  | Eric Holcomb      |          | (R)      | 207                                      | 31,4                                                  | 3,83%                                      |
| Iowa                     | Iowa                     | Kim Reynolds      |          | (R)      | 82                                       | 26,3                                                  | 1,52%                                      |
| Kansas                   | Kansas                   | Laura Kelly       |          | (D)      | 70                                       | 24,1                                                  | 1,29%                                      |
| Kentucky                 | Kentucky                 | Andy Beshear      |          | (D)      | 139                                      | 31,6                                                  | 2,57%                                      |
| Mississippi              | Mississippi              | Tate Reeves       |          | (R)      | 64                                       | 21,4                                                  | 1,18%                                      |
| Missouri                 | Missouri                 | Mike Parson       |          | (R)      | 132                                      | 21,8                                                  | 2,44%                                      |
| Nebraska                 | Nebraska                 | Pete Ricketts     |          | (R)      | 52                                       | 27,7                                                  | 0,96%                                      |
| Nordmarianerna           | Nordmarianerna           | Ralph Torres      |          | (R)      |                                          |                                                       |                                            |
| Ohio                     | Ohio                     | Mike DeWine       |          | (R)      | 232                                      | 20,0                                                  | 4,29%                                      |
| Oklahoma                 | Oklahoma                 | Kevin Stitt       |          | (R)      | 105                                      | 27,1                                                  | 1,94%                                      |
| South Carolina           | South Carolina           | Henry McMaster    |          | (R)      | 75                                       | 15,5                                                  | 1,39%                                      |
| South Dakota             | South Dakota             | Kristi Noem       |          | (R)      | 15                                       | 18,0                                                  | 0,28%                                      |
| Tennessee                | Tennessee                | Bill Lee          |          | (R)      | 104                                      | 15,8                                                  | 1,92%                                      |
| Texas                    | Texas                    | Greg Abbott       |          | (R)      | 642                                      | 23,8                                                  | 11,87%                                     |
| Utah                     | Utah                     | Spencer Cox       |          | (R)      | 65                                       | 22,2                                                  | 1,20%                                      |
| West Virginia            | West Virginia            | Jim Justice       |          | (R)      | 98                                       | 53,2                                                  | 1,81%                                      |
| Wyoming                  | Wyoming                  | Mark Gordon       |          | (R)      | 66                                       | 112,3                                                 | 1,22%                                      |
| Totalt                   | Totalt                   | Totalt            | Totalt   | Totalt   | 3 071                                    | 27,73                                                 | 56,78%                                     |